# Pilone (Ostuni)
Pilone is een plaats (frazione) in de Italiaanse gemeente Ostuni.